# Belchin Rock
Der Belchin Rock (englisch; bulgarisch скала Белчин skala Beltschin) ist ein Klippenfelsen im Archipel der Südlichen Shetlandinseln. Er liegt 2,2 km nordöstlich des Siddons Point und 2 km nördlich des Melta Point vor der Nordküste der Livingston-Insel.
Die bulgarische Kommission für Antarktische Geographische Namen benannte ihn 2009 nach der Ortschaft Beltschin im Westen Bulgariens.